# University of South Alabama
La University of South Alabama (USA), ufficialmente soprannominata "South", è un'università pubblica statunitense con sede a Mobile, Alabama. L'istituto venne creato dalla Alabama Legislature nel maggio 1963, e ha sostituito i programmi di estensione esistenti operati in Mobile dall'Università dell'Alabama. Con le due università più vecchie dell'Alabama a più di 200 miglia di distanza, l'università è situata strategicamente nella più grande area Mobile, che ha una popolazione di oltre un milione di abitanti su un raggio di 100 miglia. Attualmente la USA è divisa in dieci istituti tra college e school, includendo una delle due scuole di medicina supportate dallo stato dell'Alabama. A partire dal semestre autunnale del 2017, l'università conta 15.821 studenti iscritti. Al 2012, l'università ha assegnato oltre 80.000 degrees. La USA ha un fatturato annuale di 404 milioni di dollari, con oltre 5.500 dipendenti, ed è il secondo datore di lavoro nel territorio di Mobile. La University of South Alabama ha un impatto economico annuale di 2 miliardi di dollari USA.